# Venus Line
「Venus Line」（ヴィーナス・ライン）は、広瀬香美が2022年4月6日にリリースした配信限定シングル。

## 解説
テレビ東京系列アニメ『BIRDIE WING -Golf Girls' Story-』のオープニングテーマとして書き下ろされた。

## 収録曲
1. Venus Line
作詞・作曲：広瀬香美／編曲:幕須介人、広瀬香美